# Битва (рассказ)
«Битва» (англ. The Battle) — рассказ классика жанра фантастики Роберта Шекли. Написан в 1954 году, опубликован в 1955. В рассказе поднимается вопрос веры — соотношения прагматичного взгляда на жизнь, Бога, деяния людей и веры. Трусость, лень и недостаточная вера — вполне естественное состояние многих людей, причём настолько, что люди забывают, что с такими недостатками в Рай не берут.

В переводе на русский язык рассказ был впервые опубликован в сборнике «Шутник» (М.: «Мир», 1971; серия «Зарубежная фантастика»).

## Сюжет
Как и было предсказано пророками и Апостолами, пришли последние времена. Силы зла собираются для последней битвы за этот мир. Демоны, черти, упыри и всякая нечисть готовы ринуться в бой, поразить людей, и диким рёвом возвестить о своей победе над творением Бога. Но люди выставляют против дьявольских орд своё оружие — роботов. И когда битва выиграна, всех генералов ждёт неприятный сюрприз: на Небо идут не они, а те, кто сражался в битве и принял на себя удар полчищ адовых.

## Разное
Произведение было озвучено в рамках проекта «Модель для сборки».